# Йовенко Зоя Миколаївна
Зо́я Микола́ївна Йове́нко (*16 лютого 1929, Київ - 8 вересня 2021, Київ) — українська піаністка, педагог, кандидат мистецтвознавства (1973).

## З життєпису
У 1954 році закінчила Київський університет, 1956 — Київську консерваторію; навчалася у педагогів К. Михайлова і А. Янкелевича.
З 1959 року — викладач консерваторії, у 1990 отримала почесне звання професор, завідувачка кафедрою.
З 1979 по 2001 рік очолювала кафедру загального та спеціалізованого фортепіано, по ній — професор Валентин Шерстюк.
Авторка праць:
- «Нове про Бориса Миколайовича Лятошинського» (1975),
- «Загальне фортепіано. Питання методики» (1989),
- «Товариство Леонтовича. Історичний нарис» (1996).